# Southfork Ranch

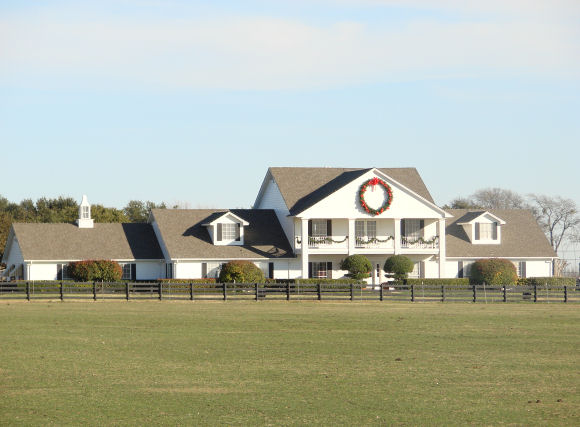
Southfork Ranch

Die Southfork Ranch ist eine Ranch etwa 40 km nördlich von Dallas in der Nähe des texanischen Ortes Parker. Errichtet wurde die Ranch 1970 von dem Farmer Joe R. Duncan und trug ursprünglich den Namen Duncan Acres. Weltweit bekannt wurde sie in den 1980er Jahren im Zusammenhang mit den Dreharbeiten für die US-amerikanische Fernsehserie Dallas, in der die Ranch als Stammsitz der porträtierten Familie Ewing diente.
Als sich die Produktionsfirma Lorimar nach dem Erfolg der ersten Staffel von Dallas 1978 zu einer Fortsetzung der Serie entschloss, verweigerte der Besitzer der Cloyce Box Ranch, auf der die ersten fünf Episoden gedreht wurden, die weitere Nutzung. Auf der Suche nach einer Ersatzlocation fiel die Wahl auf Duncans Anwesen, da das weißgetünchte Herrenhaus dem ursprünglichen Drehort ähnlich war. Die Southfork Ranch diente Lorimar bis 1989 für alle Außenaufnahmen. Dann wurde die gesamte Produktion in die Lorimar Studios in Kalifornien verlagert. Lediglich für die beiden Fernsehfilme J.R. kehrt zurück und Kampf bis aufs Messer, die fünf bzw. sieben Jahre nach Einstellung der Serie gedreht wurden, kehrte die Produktion noch einmal auf die Ranch zurück.
Der ursprüngliche Besitzer Duncan wohnte zu Beginn der Dreharbeiten mit seiner Familie auf der Ranch. Der weltweite Erfolg der Serie ließ jedoch das Haus zu einer beliebten Touristenattraktion werden. Wegen der damit verbundenen Einschränkung seiner Privatsphäre zog Duncan schließlich weg und richtete in der Ranch 1985 ein Museum für die Fernsehserie ein. Im Juni 1992 erwarb der Geschäftsmann Rex Maughan das Gelände und betreibt sie seither als Event- und Konferenzzentrum.